# ناحیه براون، میشیگان
ناحیه براون (به انگلیسی: Brown Township) یک منطقهٔ مسکونی در ایالات متحده آمریکا است که در شهرستان منیستی، میشیگان واقع شده‌است.
 ناحیه براون ۹۳٫۷ کیلومتر مربع مساحت و ۷۱۲ نفر جمعیت دارد و ۱۸۰ متر بالاتر از سطح دریا واقع شده‌است.